# Pylon
Albums de Killing Joke
MMXII
(2012)
Pylon est le quinzième album studio du groupe de post-punk, new wave et metal industriel britannique Killing Joke. Annoncé à la fin du printemps 2015, il sort le 23 octobre de la même année et entre directement à la 16e place dans le classement des meilleures ventes d'albums au Royaume-Uni et à la 1re place dans le classement Rock and Metal,. Seuls trois autres albums du groupe avaient rencontré un accueil similaire, Revelations en 1982, Night Time en 1985 et Pandemonium in 1994. Le groupe a publié un message sur leur facebook officiel, remerciant chaleureusement les Gatherers, ceux et celles qui les suivent assidûment.
Avant la sortie, plusieurs extraits avait été diffusés sur internet : I Am the Virus, Euphoria et Autonomous Zone, un morceau que le groupe avait également joué sur scène lors de leur venue au Hellfest. Leur prestation filmée par Arte, est présente sur le site "Concert.arte.tv".

## Liste des titres
1. Autonomous Zone
2. Dawn of the Hive
3. New Cold War
4. Euphoria
5. New Jerusalem
6. War on Freedom
7. Big Buzz
8. Delete
9. I Am the Virus
10. Into the Unknown
11. Apotheosis*
12. Plague*
13. Star Spangled*
14. Panopticon*
15. Snakedance (Youth ‘Rattlesnake Dub’ Remix)*

*Les titres suivis d'un astérisque ne sont présents que sur les éditions vinyl de l'album et deluxe cd.